# Napoli una storia d'amore e di vendetta
Napoli una storia d'amore e di vendetta è un film del 1979, diretto da Mario Bianchi.

## Trama
Tony Ferrante, emigrato a New York da oltre dieci anni, svolge l'attività di cantante nei night, circoli e club newyorkesi, riscuotendo ampia popolarità tra le colonie delle Little Italy. Ferrante viene a conoscenza della morte del fratello Gennaro, ucciso per rapina da alcuni balordi travestiti da donne. Così ritorna velocemente a Napoli per indagare sul delitto.
Tra varie peripezie, Ferrante, a Napoli, ritrova l'amata Lucia, che per una differenza di classe sociale, tempo prima, egli fu costretto a lasciare. Lucia, tra i tormenti, rivela a Ferrante che hanno un bambino perso nel nulla. L'episodio risale a dieci anni prima, quando Ferrante lasciò definitivamente l'Italia per l'America. Qui Lucia si accorse di essere incinta. I suoi genitori, per insabbiare lo scandalo, abbandonarono il neonato ad uno zingaro. Lucia, dopo aver girovagato per lungo tempo, si arrese alla crudele realtà, rassegnandosi alla definitiva perdita del figlio. Dopo questa confessione, Ferrante decide che è ora di darsi da fare e, tra mille peripezie e gravi rischi, si mette sulle tracce sia dell'assassino del fratello che del figlio mai conosciuto. Durante il percorso di questa indagine, sulla pista seguita da Ferrante, s'intrufolano personaggi comici e gang canore, scene di tormenti e di passioni che si risolvono con il lieto fine: gli assassini del fratello uccisi, il figlio ritrovato e la tormentata storia tra Tony e Lucia che si completa con il matrimonio.

## Produzione
Il film è tratto dalla commedia teatrale 'O scugnizzo e 'o signore, tre atti e un quadro di Alberto Sciotti. La sceneggiata, per la regia di Fred Black (pseudonimo di Mario Da Vinci e Alberto Sciotti) debutta nel 1978 al Teatro Cilea di Napoli con il seguente cast: Mario Da Vinci (Vincenzo Staiano), Graziella Marina (Maria Esposito), Sal da Vinci (Gennarino), Virginia Da Brescia (Virginia), Pia Velsi (Angelarosa Mezamazza), Lucia Da Vinci (Filomena), Enzo Nandi (Raimondo), Peppe Boccione (Nicola), Melina Emozione (Eufemia), Franco Scuotto (Peppino), Sabrina Nandi (Dolores De Panza), Gennaro Maione (nonno), Ciro Capano (Antonio), Enzo Esposito (Girolamo), Gianni Glori (Mimì). La commedia teatrale è tratta, a sua volta, dalla canzone 'O scugnizzo e 'o signore di Alberto Sciotti e Tony Iglio del 1977, che Mario e Sal Da Vinci incidono su 45 giri (Bellarecord BR 189)  e 33 giri (Bellarecord BRLP 10038) Phonotype.

## Colonna sonora
La colonna sonora del film è stampata dall'etichetta discografica Dominant Record (LPD 3306) nel 1979. L'album prevede 13 interventi musicali firmati da Tony Iglio: 
1. Effetto Villa
2. Colluttazione
3. Paura
4. Azione violenta
5. Preghiera
6. Dialogo
7. Riconoscimento
8. Accussì
9. Nu pensiero
10. Tema di Tony
11. Suspense
12. Non ti credo
13. Tema di Salvatore
14. Freva
15. Spiaggia

Le canzoni Freva e Spiaggia, firmate da Alberto Sciotti e Tony Iglio sono già inserite nel 33 giri Vasame ancora del 1978.